# Fu Niu
Fu Niu (?-192) foi um general do final da dinastia Han Oriental e no início Três Reinos era da China.
Fu Niu serviu Dong Zhuo, que era também seu sogro.Quando Dong Zhuo perdeu em Luoyang e recuou para Chang'an,Fu Niu foi enviado para defender Anyi.Depois de Dong Zhuo foi morto por Lü Bu , o último enviado Li Su eliminar Fu Niu.
Lü Bu-se passou a dominar o exercito de  Fu Niu.De acordo com o romance histórico Romance dos Três Reinos , o exército entrou em pânico e logo tomou o plano de seu homem mais confiável, Hu Chi er (胡赤儿), para roubar com os fundos do Exército no caos.Ele foi morto por seu parceiro no crime, que levou o dinheiro para si próprio.